# Кривопаланачка каза
Кривопаланачка каза је била трећестепена административо-управна јединица Османског царства у 19. веку. Била је део Скопског санџака (дела Косовског вилајета). Центар казе налазио се у Кривој Паланци одакле је влашћу управљао османски чиновник кајмакам. Каза се простирала у сливу Криве Реке и обухватала је поред административног центра 47 села. Кривопаланачка каза је била једна од најмањих каза у царевини и етнички једна од најкомпактнијих. становништво казе су чинили готово искључиво Словени патријархисти и егзархисти док је муслимана било само у Кривој Паланци и готово сви су били етнички Турци.